# Cambodgia elegantissima
Cambodgia elegantissima är en kammanetart som beskrevs av Dawydoff 1946. Cambodgia elegantissima ingår i släktet Cambodgia, ordningen Cydippida, klassen Tentaculata, fylumet kammaneter och riket djur. Inga underarter finns listade i Catalogue of Life.